# Миколаївська селищна рада (Широківський район)
Микола́ївська се́лищна ра́да — адміністративно-територіальна одиниця та орган місцевого самоврядування в  Криворізькому районі Дніпропетровської області. Адміністративний центр — селище міського типу Миколаївка.

## Загальні відомості
- Населення ради: 3 792 особи (станом на 2001 рік)

## Населені пункти
Селищній раді підпорядковані населені пункти:
- смт Миколаївка
- с. Вишневе
- с. Зелений Гай
- с. Карпівка
- с. Розівка
- с. Тихий Став
- с. Цвіткове
- с. Широка Дача

## Склад ради
Рада складається з 24 депутатів та голови.
- Голова ради: Олійников Степан Степанович
- Секретар ради: Сажевська Євдокія Романівна

### Керівний склад попередніх скликань
| Прізвище, ім'я, по батькові | Основні відомості                                                        | Дата обрання | Дата звільнення |
| --------------------------- | ------------------------------------------------------------------------ | ------------ | --------------- |
| Олійников Степан Степанович | Селищний голова, 1960 року народження, освіта вища, безпартійний         | 26.03.2006   | 31.10.2010      |
| Олійников Степан Степанович | Селищний голова, 1960 року народження, освіта вища, член Партії регіонів | 31.10.2010   |                 |

Примітка: таблиця складена за даними сайту Верховної Ради України

### Депутати
За результатами місцевих виборів 2010 року депутатами ради стали:

#### За суб'єктами висування
| Суб'єкт висування                                       | Кількість обраних депутатів | %    |
| ------------------------------------------------------- | --------------------------- | ---- |
| Партія регіонів                                         | 17                          | 70,8 |
| Політична партія Всеукраїнське об'єднання «Батьківщина» | 4                           | 16,7 |
| Самовисування                                           | 3                           | 12,5 |

#### За округами
| № округу                                                | Прізвище, ім'я, по батькові     | Дата визнання обраним | Освіта             | Партійна приналежність                        | Відомості про обраного депутата                          |
| ------------------------------------------------------- | ------------------------------- | --------------------- | ------------------ | --------------------------------------------- | -------------------------------------------------------- |
| Партія регіонів                                         |                                 |                       |                    |                                               |                                                          |
| 1                                                       | Микуляк Ольга Іванівна          | 04.11.2010            | середня спеціальна | член Партії регіонів                          | тимчасово не працює                                      |
| 2                                                       | Франко Олена Анатоліївна        | 04.11.2010            | середня спеціальна | член Партії регіонів                          | Карпівська загальноосвітня школа, вчитель                |
| 3                                                       | Трюхан Микола Анатолійович      | 04.11.2010            | середня            | член Партії регіонів                          | приватний підприємець                                    |
| 4                                                       | Сич Степан Семенович            | 04.11.2010            | середня спеціальна | член Партії регіонів                          | Зеленогайський фельдшерсько-акушерський пункт, завідувач |
| 5                                                       | Борисенко Раїса Євгеніївна      | 04.11.2010            | вища               | член Партії регіонів                          | Карпівська загальноосвітня школа, вчитель                |
| 8                                                       | Черниш Анжеліка Миколаївна      | 04.11.2010            | вища               | член Партії регіонів                          | 17-та міська лікарня, дільничний терапевт                |
| 9                                                       | Варламов Анатолій Сергійович    | 04.11.2010            | вища               | член Партії регіонів                          | комунальне підприємство «Вишневе», директор              |
| 10                                                      | Полуда Олександр Григорович     | 04.11.2010            | вища               | позапартійний                                 | ВАТ"Дніпронафто-продукт", охоронець                      |
| 11                                                      | Залогін Григорій Васильович     | 04.11.2010            | середня            | член Партії регіонів                          | ПТО «Інгулец», оглядач дороги                            |
| 12                                                      | Лапоха Наталія Миколаївна       | 04.11.2010            | середня спеціальна | член Партії регіонів                          | Розовский фельдшерсько-акушерський пункт, завідувачка    |
| 13                                                      | Левдік Володимир Вадимович      | 04.11.2010            | середня спеціальна | член Партії регіонів                          | Тихоставський ДК, завідувач                              |
| 14                                                      | Рудковська Валентина Миколаївна | 04.11.2010            | вища               | член Партії регіонів                          | Тихоставська загальноосвітня школа, директор             |
| 16                                                      | Лисак Лілія Іванівна            | 04.11.2010            | середня            | член Партії регіонів                          | Миколаївська селищна рада, спеціаліст                    |
| 17                                                      | Тарута Наталія Михайлівна       | 04.11.2010            | вища               | член Партії регіонів                          | Миколаївська селищна рада, спеціаліст                    |
| 18                                                      | Бабошко Майя Михайлівна         | 04.11.2010            | вища               | член Партії регіонів                          | приватний підприємець                                    |
| 20                                                      | Сажевська Євдокія Романівна     | 04.11.2010            | вища               | член Партії регіонів                          | Миколаївська селищна рада, секретар                      |
| 22                                                      | Склема Олександр Іванович       | 04.11.2010            | середня            | член Партії регіонів                          | ВАТ «ІнГЗК», механік                                     |
| Політична партія Всеукраїнське об'єднання «Батьківщина» |                                 |                       |                    |                                               |                                                          |
| 6                                                       | Головко Анатолій Анатолійович   | 04.11.2010            | середня спеціальна | позапартійний                                 | ВАТ «ІнГЗК», машиніст електровоза                        |
| 19                                                      | Батіг Іван Іванович             | 04.11.2010            | вища               | позапартійний                                 | Свято-Успенський храм, священослужитель                  |
| 23                                                      | Дєєва Наталія Василівна         | 04.11.2010            | вища               | член Всеукраїнського об'єднання «Батьківщина» | домогосподарка                                           |
| 24                                                      | Данилевська Вікторія Миколаївна | 04.11.2010            | середня спеціальна | позапартійна                                  | ВАТ «ІнГЗК», чергова підстанції                          |
| Самовисування                                           |                                 |                       |                    |                                               |                                                          |
| 7                                                       | Бабенко Раїса Олексіївна        | 04.11.2010            | вища               | член Партії регіонів                          | Карпівський будинок культури, директор                   |
| 15                                                      | Лисак Віталій Степанович        | 04.11.2010            | середня спеціальна | член Партії регіонів                          | тимчасово не працює                                      |
| 21                                                      | Андрєєв Володимир Вікторович    | 04.11.2010            | середня            | член Політичної партії «Сильна Україна»       | ВАТ «ІнГЗК», електрослюсар                               |